# Józef Śliwiński

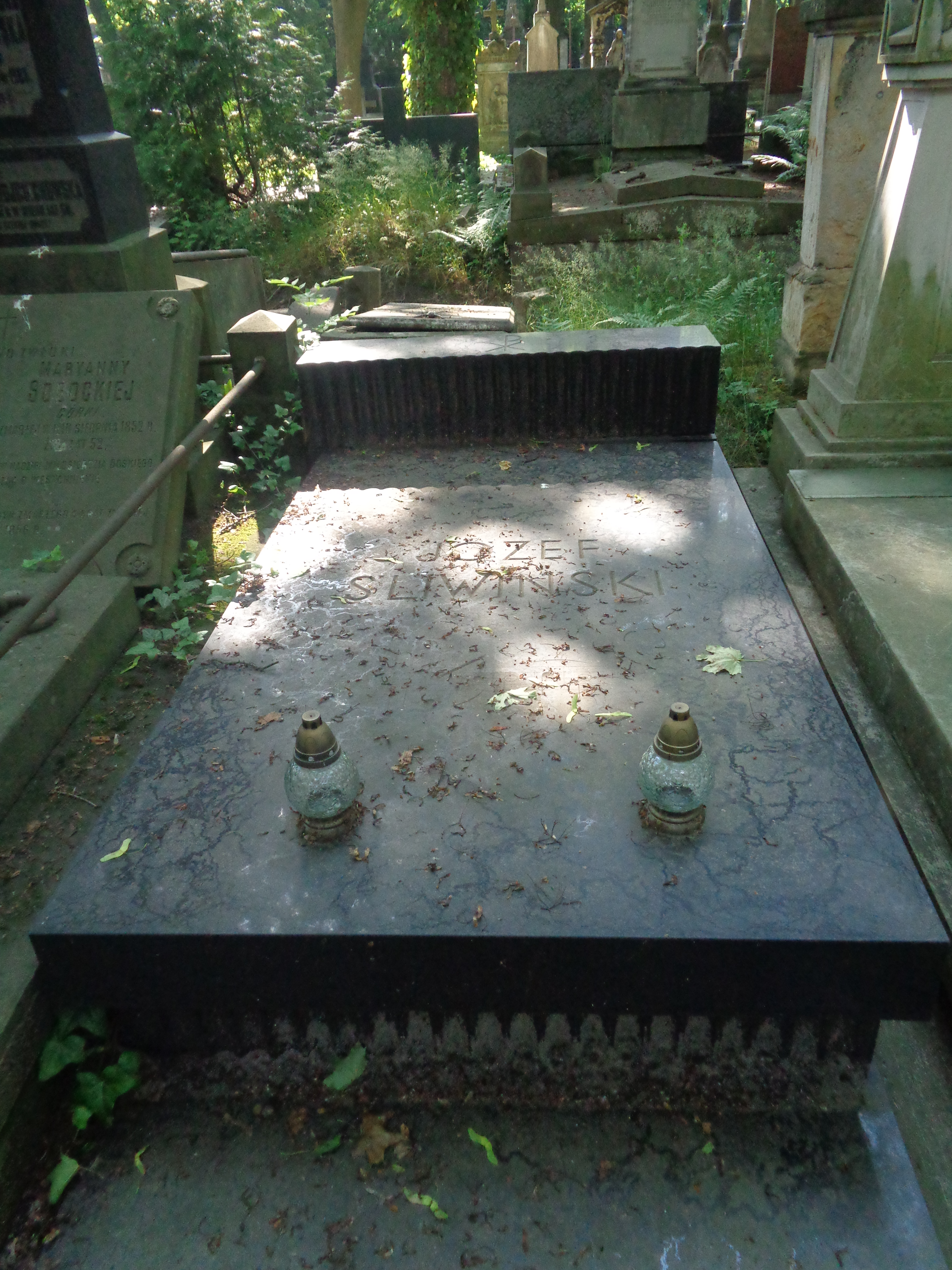
Grób Józefa Śliwińskiego na cmentarzu Powązkowskim

Józef Śliwiński (ur. 15 grudnia 1865 w Warszawie, zm. 4 marca 1930 tamże) — polski pianista i dyrygent.

## Życiorys
Był synem organisty Jana Śliwińskiego. Uczył się najpierw prywatnie w Warszawie u Juliusza Janothy i Kazimierza Hofmana, następnie w Warszawskim Instytucie Muzycznym u Rudolfa Strobla. W latach 1886–1887 studiował w Wiedniu u Teodora Leszetyckiego i w Petersburgu u Antona Rubinsteina.
Koncertował od 1890 w wielu krajach Europy, w 1901 w USA z lipską orkiestrą Hansa Windersteina.
Specjalizował się w repertuarze romantycznym, szczególnie w utworach F. Chopina.
W 1910 rozpoczął działalność pedagogiczną w Rydze, potem w Rostowie nad Donem. W 1912 został profesorem konserwatorium w Saratowie, w latach 1914–1916 sprawował tam funkcję dyrektora.
W 1918 powrócił na stałe do Polski, gdzie prowadził działalność pedagogiczną w Warszawie i Poznaniu. Pochowany w Warszawie na cmentarzu Powązkowskim (kwatera 18-1-8).